# 숨도 쉴 수 없는 여름
《숨도 쉴 수 없는 여름》(일본어: 息もできない夏)은 2012년 7월 10일부터 9월 18일까지 후지 TV 계열의 화요 21시(캇쿠) 범위에서 방송된 일본의 텔레비전 드라마이다.

## 개요
이혼 후 300일 문제와 무호적자 문제를 채택한 서스펜스 러브 스토리이다.
타케이 에미는 전 쿨의 TV 아사히 계열 드라마 〈W의 비극〉으로부터 2쿨 연속의 연속극 주연이며, 후지 TV 계열의 연속극은 이번이 첫 주연이다. 또, 에구치 요스케는 후지 TV 계열 〈스쿨!!〉으로부터 1년 반 만의 주연이다.
캐치프레이즈는 〈나는, 여기에 있는데, 어디에도 없어.〉.

## 출연

### 주요 인물
타니자키 레이 (18) - 타케이 에미
주인공. 파티세리 샤를로트의 아르바이트생. 파티시에를 목표로 해, 장래는 프랑스 유학을 할 수 있으면 좋다고 생각하고 있었지만, 자신의 호적이 없다고 하는 사실을 알아 충격을 받는다.
키야마 류이치로 (42) - 에구치 요스케
전 신문기자. 마나미 구 관공서 임시 직원. 과거의 속죄로 카타오카 부모와 자식과 동거하고 있다.

### 타니자키가(家)
타니자키 마오 (14) - 코시바 후우카
레이의 여동생.
타니자키 요코 (39) - 키무라 요시노
레이와 마오의 어머니.
타니자키 케이스케 - 카미오 유우
레이와 마오의 아버지. 14년전에 사고로 타계한다.
타니자키 카오리 (62) - 아사다 미요코
레이와 마오의 아버지 쪽의 조모.

### 파티세리 샤를로트
이카와 사츠키 (24) - 하라 미키에
사원 파티시에.
니시카와 준 - 시미즈 카즈키

아베카와 에리 - 하시모토 레이카
점장.

### 마나미 구 관공서
츠츠이 소타로 - 카츠노부
타도코로 코우시 - 하마다 마리

### 그 외
쿠사노 코타 (21) - 나카무라 아오이
생활보호비 수급 신청 상담을 하기 위해서 마나미 구 관공서를 방문하고 그 때 본 레이에게 흥미를 가지게 된다.
나카츠 다이스케 - RIKIYA
신문기자.
카타오카 나오히토 - 사사하라 나오키
카타오카 아사미 - 키리시마 레이카
아유카와 히로키 (39) - 카나메 준
타니자키 요코의 전 남편(레이의 친아버지). 결혼 했던 당시, 요코에게의 DV를 하여 그것이 원인으로 이혼했다.
나츠메 슈사쿠 (63) - 키타오오지 킨야

## 스태프
- 각본 - 와타나베 치호, 미즈노 무네노리, 치바 미스즈
- 연출 - 코노 케이타, 죠호 히데노리, 이케베 야스토시, 키노시타 타카오
- 음악 - 이즈츠 아키오
- 음악 프로듀서 - 시다 히로히데
- 연출 보조 - 이케베 야스토시
- 기록 - 츠시마 유키
- 음향 효과 - 혼고 슌스케
- 시각 효과 - 에자키 킨미츠
- 타이틀 백 - 혼다 타카오
- 협력 - 카츠시카 구 관공서
- 취재 협력 - 전국 연합 호적 주민 기본 대장 사무 협의회
- 제과 감수·지도 - 츠지조그룹교(에코르츠지 도쿄)
- 과자 제작 - 파티세리 브리즈
- 디자인 코디네이터 - 코이즈미 유지
- 카피라이터 - 스도 마사하루
- 편성 기획 - 오타 다이
- 프로듀스 - 카와니시 타쿠
- 프로듀스 보조 - 하토리 아키노
- 프로듀스 보조/연출 보조 - 키무라 마사카즈
- 제작 - 후지 TV
- 제작 저작 - 쿄도 TV

## 악곡

### 주제가
- BUMP OF CHICKEN 〈firefly〉 (TOY'S FACTORY)

### 삽입곡
- 아델 〈Set Fire To The Rain〉 〈Someone Like You〉 (XL Recordings/Hostess)

## 부제
| 각 화                                                      | 방송일          | 부제                                                                     | 각본                        | 연출            | 시청률 |
| ---------------------------------------------------------- | --------------- | ------------------------------------------------------------------------ | --------------------------- | --------------- | ------ |
| 제1화                                                      | 2012년 7월 10일 | 무호적…존재하지 않는 소녀와 죄를 짊어진 남자 충격의 여름이 지금 시작된다 | 와타나베 치호               | 코노 케이타     | 12.1%  |
| 제2화                                                      | 2012년 7월 17일 | 오늘 밤 충격의 고백! 모친의 장렬한 비밀이 지금 나를 덮친다               | 와타나베 치호               | 코노 케이타     | 10.2%  |
| 제3화                                                      | 2012년 7월 24일 | 모녀의 애처로운 단절! 그리고 새로운 비극 개막                            | 와타나베 치호               | 죠호 히데노리   | 11.0%  |
| 제4화                                                      | 2012년 7월 31일 | 직접 대결! 지금 덮치는 동정이라고 하는 이름의 악의                       | 와타나베 치호               | 코노 케이타     | 9.3%   |
| 제5화                                                      | 2012년 8월 7일  | 최악의 악몽이 왔다…그 남자가 마침내                                      | 미즈노 무네노리 치바 미스즈 | 죠호 히데노리   | 10.1%  |
| 제6화                                                      | 2012년 8월 14일 | 19년의 비밀…모든 것을 찢는 방문자                                        | 치바 미스즈                 | 이케베 야스토시 | 8.1%   |
| 제7화                                                      | 2012년 8월 21일 | 나는 누구의 아이? 참극의 하룻밤                                          | 와타나베 치호               | 코노 케이타     | 10.6%  |
| 제8화                                                      | 2012년 8월 28일 | 한 편의 기사가 전부를 부수는…지금은 단지 껴안아                          | 미즈노 무네노리             | 이케베 야스토시 | 8.2%   |
| 제9화                                                      | 2012년 9월 4일  | 악몽의 만찬회에 어서 오십시오…결국 밝혀지는 가족의 수수께끼              | 미즈노 무네노리 치바 미스즈 | 코노 케이타     | 11.0%  |
| 제10화                                                     | 2012년 9월 11일 | 천국인가 지옥인가…마침내 밝혀지는 출생의 진상!                           | 미즈노 무네노리             | 키노시타 타카오 | 7.8%   |
| 최종화                                                     | 2012년 9월 18일 | 절망의 끝에서 본 빛…2명의 마지막 대답                                    | 미즈노 무네노리             | 코노 케이타     | 8.6%   |
| 평균 시청률 9.8% (시청률은 칸토 지구·비디오 리서치사 조사) |                 |                                                                          |                             |                 |        |

- 첫회는 15분 확대 방송 (21:00 ~ 22:09)
- 제9화는 〈FIFA U-20 여자 월드컵 JAPAN 2012 준결승 일본×독일〉 중계때문에 21:35 ~ 22:29에 방송.